# 11e regering van Israël
De 11e regering (ook bekend als het kabinet–Eshkol I) was de uitvoerende macht van de Staat Israël van 26 juni 1963 tot 22 december 1964. Premier Levi Eshkol (Mapai) stond aan het hoofd van een centrum coalitie van Mapai, de Nationaal-Religieuze Partij, Verenigd in Arbeid en de Agudat Israëlische Arbeiders.

## Ambtsbekleders
| Ambtsbekleder                | Ambtsbekleder          | Ambtsbekleder                                      | Functie                                           | Ambtstermijn     | Ambtstermijn     | Partij                       |
| ---------------------------- | ---------------------- | -------------------------------------------------- | ------------------------------------------------- | ---------------- | ---------------- | ---------------------------- |
|                              | Levi Eshkol            | Levi Eshkol לֵוִי אֶשְׁכּוֹל (1895–1969)                  | Premier                                           | 26 juni 1963     | 26 februari 1969 | Mapai                        |
| Minister van Defensie        | Levi Eshkol            | Levi Eshkol לֵוִי אֶשְׁכּוֹל (1895–1969)                  | 5 juni 1967                                       | 26 juni 1963     |                  | Mapai                        |
|                              | Abba Eban              | Abba Eban אבא אבן (1915–2002)                      | Vicepremier                                       | 26 juni 1963     | 12 januari 1966  | Mapai                        |
|                              | Golda Meïr             | Golda Meïr גּוֹלְדָּה מֵאִיר (1898–1978)                  | Minister van Buitenlandse Zaken                   | 18 juni 1956     | 12 januari 1966  | Mapai                        |
|                              | Chaim-Moshe Shapira    | Chaim-Moshe Shapira חיים משה שפירא (1902–1970)     | Minister van Binnenlandse Zaken                   | 17 december 1959 | 15 juli 1970     | Nationaal- Religieuze Partij |
| Minister van Volksgezondheid | Chaim-Moshe Shapira    | Chaim-Moshe Shapira חיים משה שפירא (1902–1970)     | 1 november 1961                                   | 12 januari 1966  |                  | Nationaal- Religieuze Partij |
|                              | Pinchas Sapir          | Pinchas Sapir פנחס ספיר (1906–1975)                | Minister van Financiën                            | 26 juni 1963     | 6 augustus 1968  | Mapai                        |
| Minister van Economie        | Pinchas Sapir          | Pinchas Sapir פנחס ספיר (1906–1975)                | 3 november 1955                                   | 25 mei 1965      |                  | Mapai                        |
|                              | Dov Yosef              | Dov Yosef דב יוסף (1899–1980)                      | Minister van Justitie                             | 1 november 1961  | 12 januari 1966  | Mapai                        |
|                              | Yigal Allon            | Rav Aluf Yigal Allon יִגְאָל אַלּוֹן (1918–1980)         | Minister van Arbeid                               | 1 november 1961  | 1 juli 1968      | Mapai                        |
|                              | Yosef Burg             | Yosef Burg יוסף בורג (1909–1999)                   | Minister van Sociale Zaken en Welzijn             | 17 december 1959 | 1 september 1970 | Nationaal- Religieuze Partij |
|                              | Zalman Aran            | Zalman Aran זַלְמָן אֲרָן (1899–1970)                   | Minister van Onderwijs en Cultuur                 | 26 juni 1963     | 15 december 1969 | Mapai                        |
|                              | Israel Bar-Yehuda      | Israel Bar-Yehuda ישראל בר-יהודה (1895–1965)       | Minister van Vervoer                              | 28 mei 1962      | 4 mei 1965       | Verenigd in Arbeid           |
|                              | Moshe Dayan            | Rav Aluf Moshe Dayan משה דיין (1915–1981)          | Minister van Landbouw                             | 17 december 1959 | 4 november 1964  | Mapai                        |
|                              |                        |                                                    | Minister van Landbouw                             | Vacant           |                  |                              |
|                              | Chaim Gvati            | Chaim Gvati חיים גבתי (1901–1990)                  | Minister van Landbouw                             | 10 november 1964 | 3 juni 1974      | Mapai                        |
|                              | Josef Almogi           | Josef Almogi יוסף אלמוגי (1910–1991)               | Minister van Huisvesting                          | 30 oktober 1962  | 25 mei 1965      | Mapai                        |
| Minister van Ontwikkelingen  | Josef Almogi           | Josef Almogi יוסף אלמוגי (1910–1991)               |                                                   | 30 oktober 1962  | 25 mei 1965      | Mapai                        |
|                              | Bechor-Shalom Sheetrit | Bechor-Shalom Sheetrit בכור-שלום שטרית (1895–1967) | Minister van Openbare Veiligheid                  | 14 mei 1948      | 2 januari 1967   | Mapai                        |
|                              | Zerach Warhaftig       | Zerach Warhaftig זרח ורהפטיג (1906–2002)           | Minister van Religieuze Zaken                     | 1 november 1961  | 10 maart 1974    | Nationaal- Religieuze Partij |
|                              | Eliahu Sasson          | Eliahu Sasson אליהו ששון (1902–1978)               | Minister van Communicatie                         | 1 november 1961  | 1 januari 1967   | Mapai                        |
|                              | Akiva Govrin           | Akiva Govrin עקיבא גוברין (1902–1980)              | Minister zonder portefeuille (Toeristische Zaken) | 1 december 1963  | 22 december 1964 | Mapai                        |
|                              | Shimon Peres           | Shimon Peres שִׁמְעוֹן פֶּרֶס (1923–2016)                 | Viceminister voor Defensie                        | 17 december 1959 | 25 mei 1965      | Mapai                        |